# Sybra bicristata
Sybra bicristata là một loài bọ cánh cứng trong họ Cerambycidae.